# Óbuda
Óbuda (en català: Vella Buda) és una ciutat històrica d'Hongria. Actualment forma part del districte III de Budapest.
El seu centre és Fő tér (Plaça Major). Molt a prop hi ha una petita plaça amb unes esculptures de dones amb paraigües, les quals avui són la imatge més coneguda de la ciutat. Està connectada amb la resta de la capital pel tren urbà, HÉV.

## Història
S'hi han trobat assentaments que daten de l'edat de pedra. Els antics romans hi van construir la ciutat d'Aquíncum, que va ser la capital de la província de Pannònia. Al temps de l'arribada dels magiars, anomenada Honfoglalás, va servir com a seu d'alguns dels cabdills principals i els posteriors reis. Després de la invasió dels mongols de 1241, el rei Béla IV d'Hongria va construir una nova capital al sud d'Óbuda, Buda. El 17 de novembre de 1873 es va unir a les ciutats de Buda i Pest per formar la nova capital, Budapest.